# St. Nicolai (Burg bei Magdeburg)

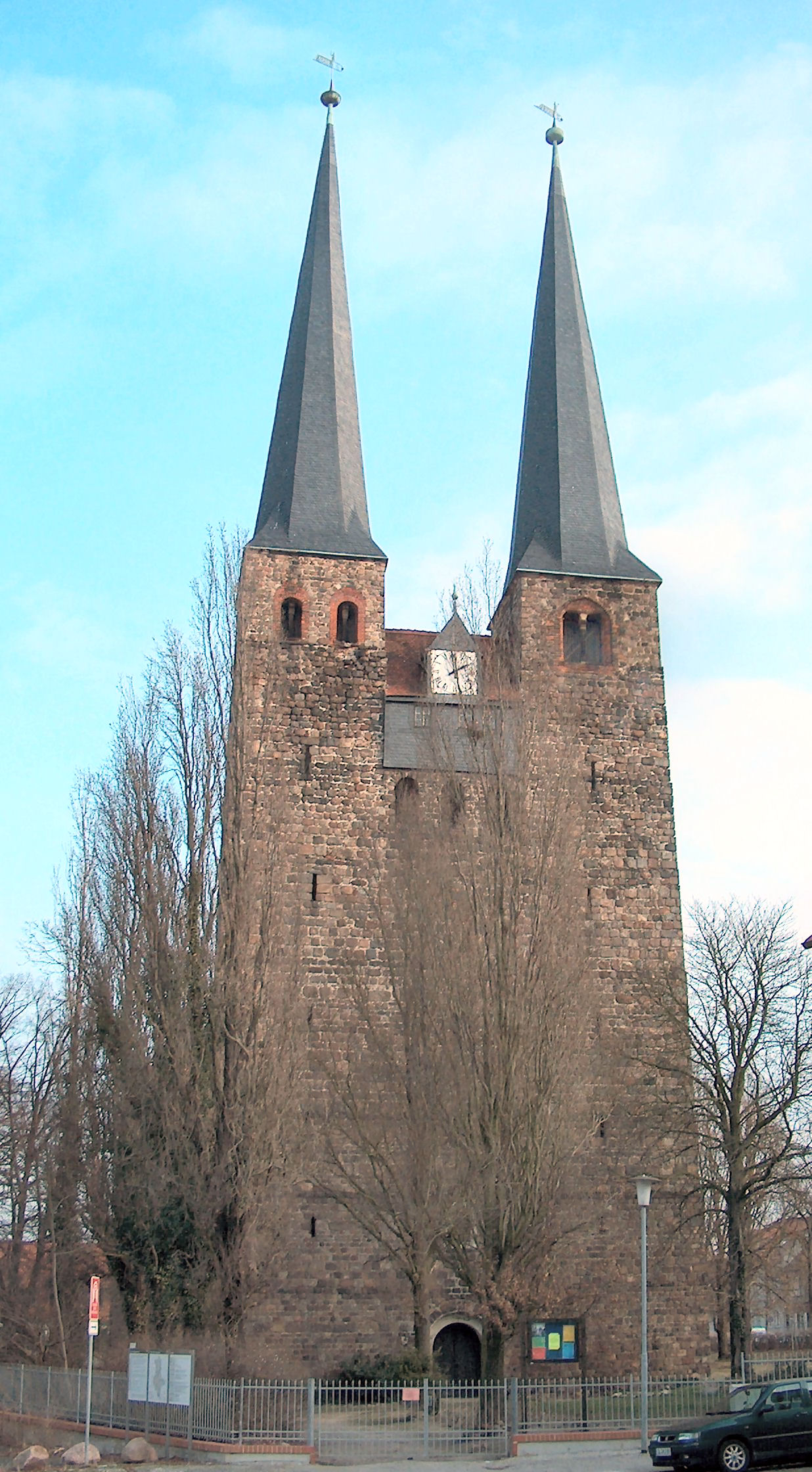
St. Nicolai (Burg bei Magdeburg)

Die evangelische Stadtkirche St. Nicolai in Burg bei Magdeburg ist eine romanische Stadtkirche in der Stadt Burg bei Magdeburg in Sachsen-Anhalt. Sie gehört zur Kirchengemeinde Unser Lieben Frauen und St. Nicolai in Burg im Kirchenkreis Elbe-Fläming der Evangelischen Kirche in Mitteldeutschland. Sie ist auch als Unterkirche St. Nicolai bekannt und prägt mit ihren schlanken Turmhelmen gemeinsam mit der Oberkirche Unser Lieben Frauen bis heute das Stadtbild von Burg bei Magdeburg.

## Geschichte und Architektur

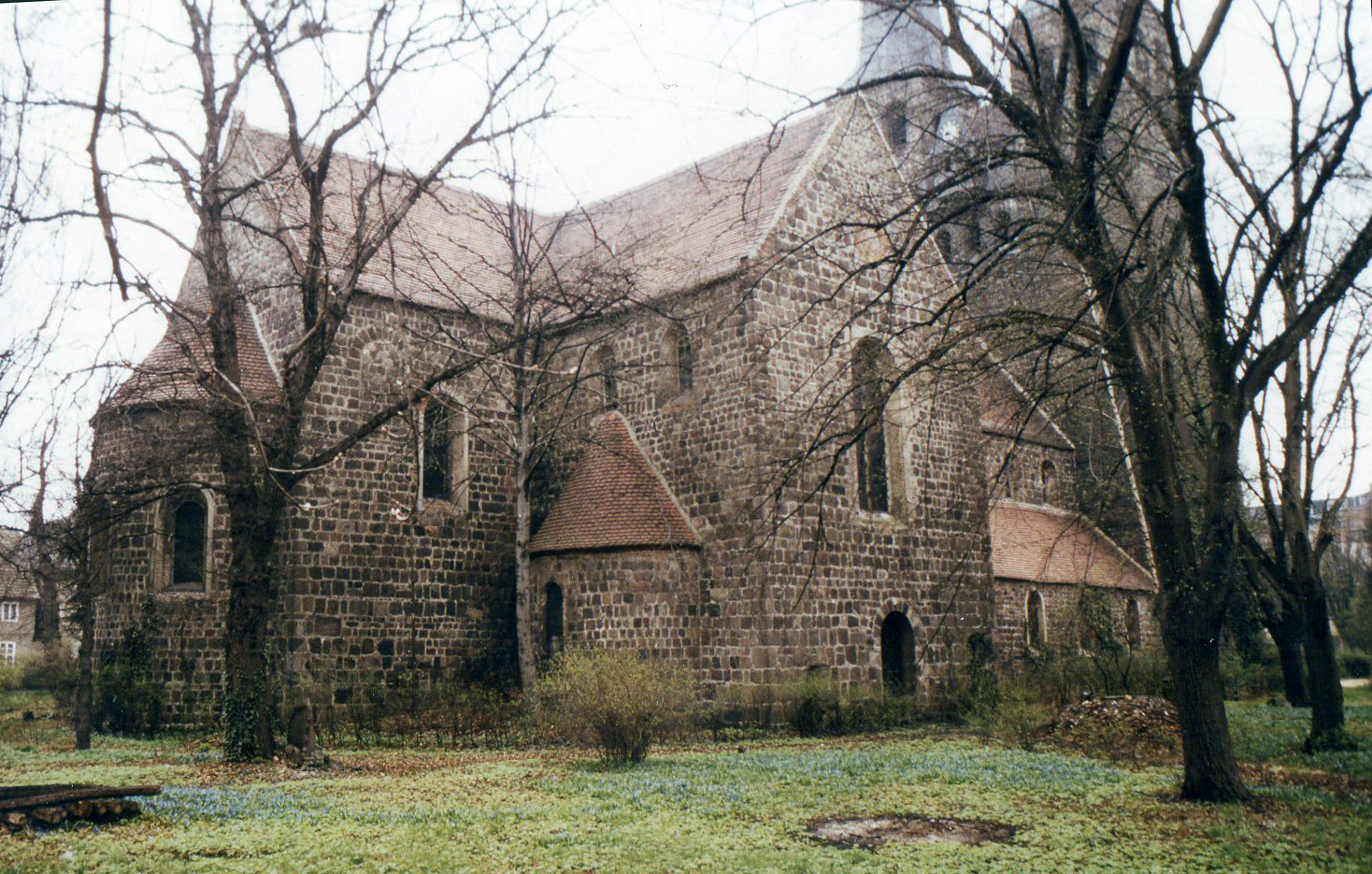
Blick von Nordost auf St. Nicolai

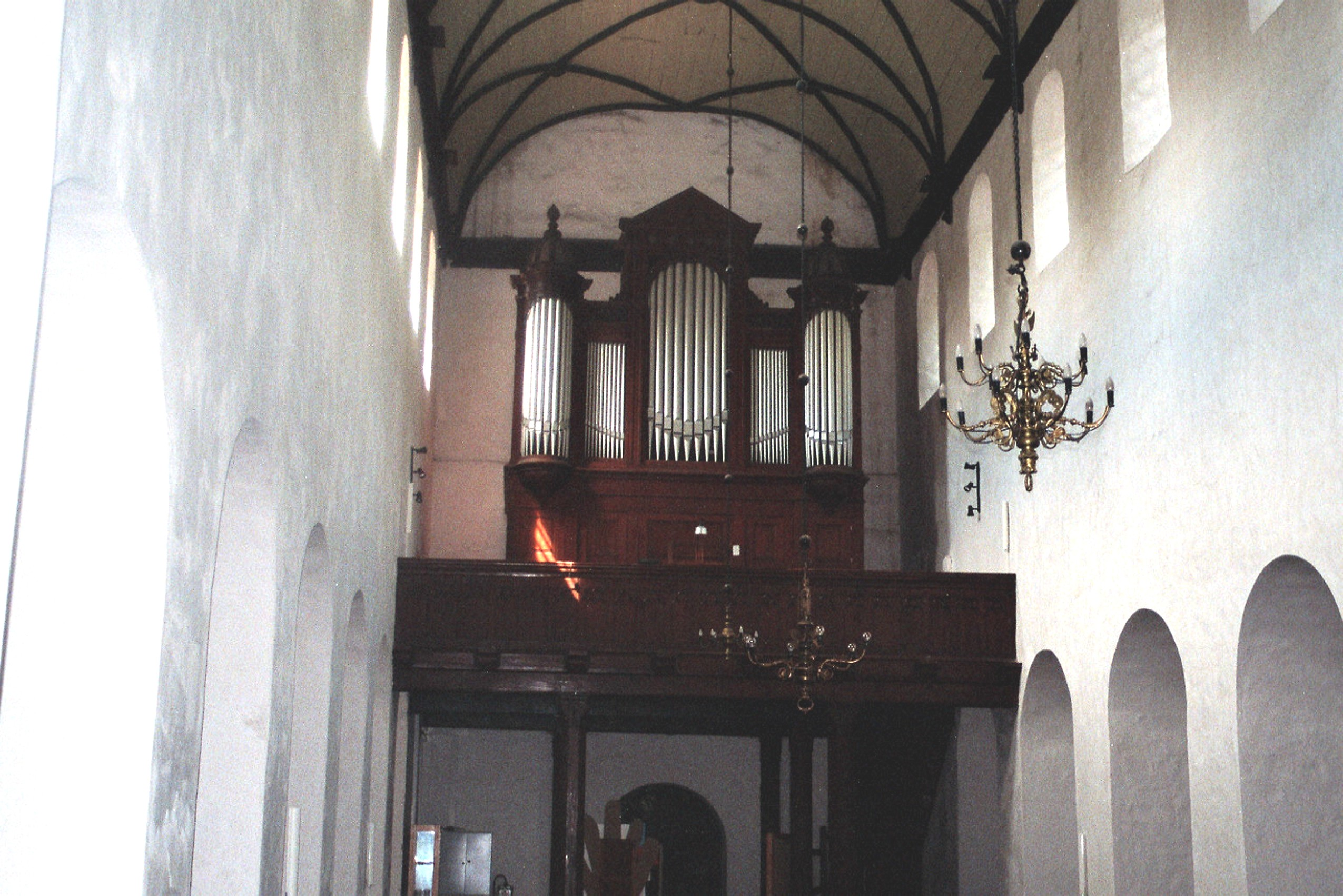
Blick zur Orgel

Die Unterkirche St. Nicolai wurde als Pfarrkirche der Neustadt erstmals 1186 als Filialkirche der Oberkirche Unser Lieben Frauen in Burg erwähnt. Sie wurde im späten 12. Jahrhundert als romanische Pfeilerbasilika aus sorgfältig behauenen und verfugten Granitquadern errichtet. Da sie im Raumbild im Wesentlichen unverändert erhalten ist, gilt sie als eines der bedeutendsten Baudenkmale dieser Zeit in Mitteldeutschland. Die Kirche besitzt ein weit ausladendes Querschiff mit zwei halbkreisförmigen Nebenapsiden, an das sich der im Grundriss quadratische Hauptchor ebenfalls mit einer halbrunden Apsis anschließt. Sowohl in der Innenansicht als auch von außen ist der Bau nahezu frei von gliedernden und schmückenden Elementen und präsentiert sich daher als monumentales Beispiel für eine spätromanische Stadtkirche.

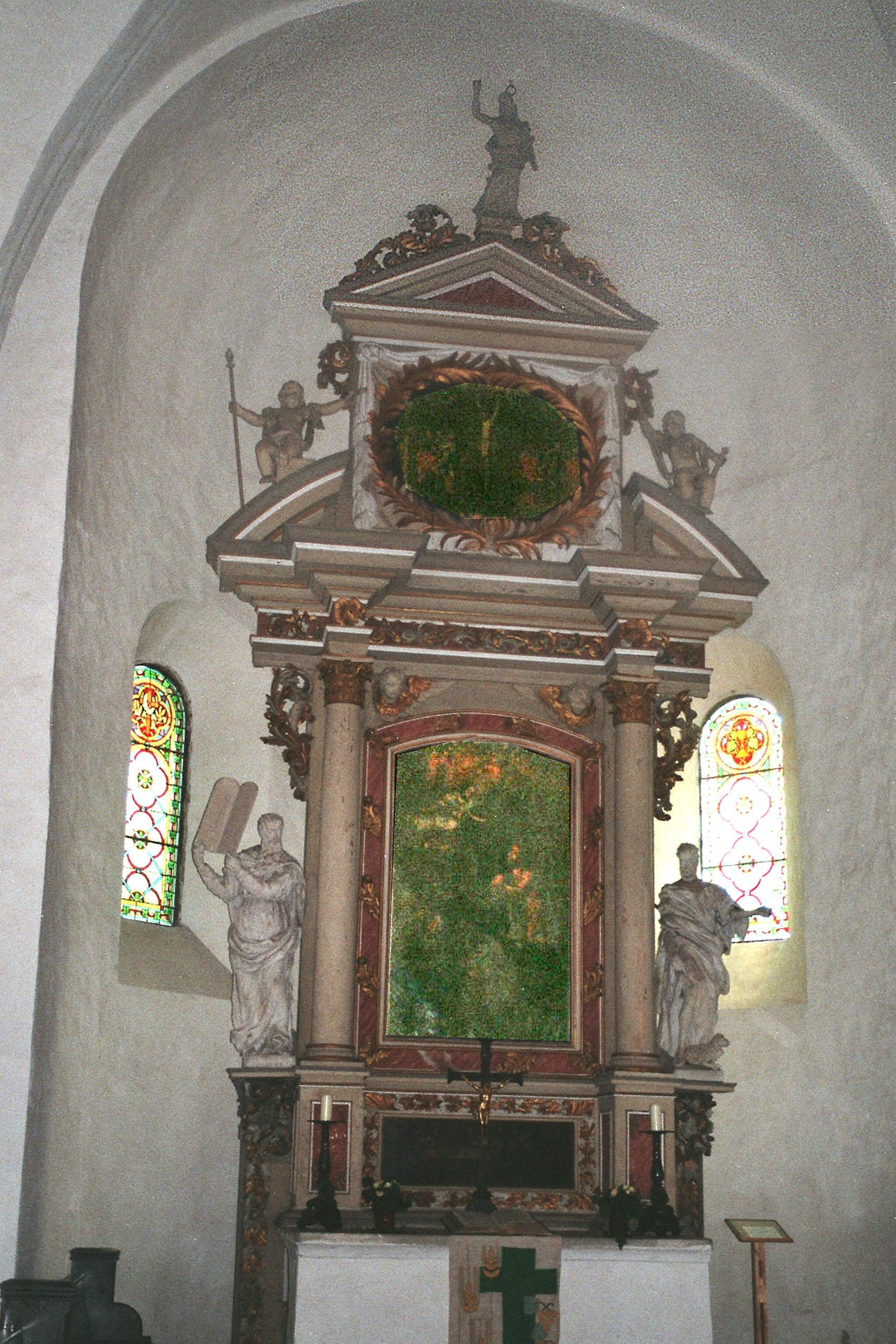
Altar

Das Innere wird von dem basilikalen Langhaus auf ursprünglich sieben Arkaden mit großen Mauerflächen bestimmt, die allerdings im Ursprungszustand wahrscheinlich durch Wandmalereien aufgelockert waren. Die ursprüngliche Flachdecke wurde bereits 1606 durch ein hölzernes Tonnengewölbe mit aufgelegtem und aufgemaltem Rippennetz ersetzt; das westliche Arkadenpaar wurde zugemauert. Der Chor erhielt ein spätgotisches Kreuzgewölbe mit einer Darstellung des Agnus dei im Schlussstein. Das Querschiff wird nur durch Triumphbogen vom Schiff und vom Chor geschieden; Querschiffbögen an der Vierung nach Norden und Süden fehlen. Die Querhausarme besitzen je ein Portal auf der Nord- und Südseite sowie je zwei Fenster an allen Seiten, die Nebenapsiden jeweils ein Fenster und die Hauptapsis drei Fenster. Die Fenster der Stirnseiten des Querschiffes wurden ebenso wie die Chorfenster durch niedriger ansetzende spitzbogige Fenster ersetzt.
Der im Inneren dreigeteilte Westbau wurde etwa gleichzeitig mit der Kirche sicher noch im 12. Jahrhundert errichtet. Er besitzt jeweils zwei gekuppelte Schallöffnungen in jeder Seite des obersten Geschosses, die teilweise mit Sandsteinsäulen versehen und teilweise in Backstein ergänzt sind. In den unteren Geschossen ist er nur durch drei Reihen schmaler, schießschartenähnlicher Fenster an der Westseite erhellt und wirkt daher wehrhaft. Erst im obersten Geschoss sind die Türme auch äußerlich als Doppeltürme erkennbar und werden von schlanken Spitzhelmen abgeschlossen. Der Mittelteil besitzt im oberen Geschoss eine Türmerwohnung und wird durch einen Uhrenerker abgeschlossen.
Im Jahr 1852 wurde die Kirche durch Baumeister Schaeffer aus Magdeburg restauriert; dabei wurde die Orgelempore und eine Orgel mit klassizistischem Prospekt eingebaut. Nach längerer Vernachlässigung des ganzen Bauwerks in den Jahren zwischen 1974 und 1985 wurde eine Restaurierung in den Jahren 1985 bis 1990 durchgeführt.

## Ausstattung
Das Hauptstück der Ausstattung bildet ein hölzerner Altaraufsatz aus dem Jahr 1699. Er besteht aus einem hohen zweigeschossigen Säulenaufbau mit Gemälden, die das Abendmahl, im Hauptbild Gethsemane und im Aufsatz die Kreuzigung darstellen. 
Die Kanzel ist ein Werk des Michael Spieß aus dem Jahr 1607 aus Sandstein. Eine vollplastische Darstellung von Moses ist Träger des Kanzelkorbs. Am Kanzelkorb befinden sich Alabasterreliefs in drei rundbogigen Nischen, welche die Kreuzigung und das kniende Ehepaar der Stifter darstellen, darunter sind Alabastermedaillons der vier Evangelisten angebracht; an der Treppenbrüstung sind die Söhne und Töchter der Stifter abgebildet. Die Kanzeltür ist von Säulen auf hohen Sockeln mit Maskenköpfen gerahmt. Drei Kronleuchter aus Messing aus dem 17. und 18. Jahrhundert und ein großes Hängeepitaph aus Sandstein für Christoph von Eckstett und seine Frau Ursula von Lossow vom Anfang des 17. Jahrhunderts vervollständigen die Ausstattung. 
Die im 19. Jahrhundert zerstörte romanische Taufe aus Kalkstein aus der zweiten Hälfte des 12. Jahrhunderts wurde unter Verwendung originaler Fragmente der Kuppa im Jahr 2001 rekonstruiert. Die weiteren Ausstattungsstücke des 19. Jahrhunderts, eine Taufe aus Zinkguss, das Gestühl und die Orgelempore wurden 1852 geschaffen. Die Orgel war ursprünglich ein Werk von Adolf Reubke, das allerdings um 1900 durch die Firma Wilhelm Sauer und 1957 durch die Firma Schuster erneuert wurde. Die Orgel wurde 1991 durch die Firma Groß (Waditz) restauriert und hat 30 Register auf zwei Manualen und Pedal.